# Calyptranthes loranthifolia
Calyptranthes loranthifolia är en myrtenväxtart som beskrevs av Dc.. Calyptranthes loranthifolia ingår i släktet Calyptranthes och familjen myrtenväxter. Inga underarter finns listade i Catalogue of Life.